# Астіанакт
Астіана́кт (грец. Αστυάναξ — володар міста) — персонаж давньогрецької міфології, син Гектора й Андромахи. По народженні батько дав йому ім'я Скама́ндрій (грец. Σκαμάνδριος) на честь бога річки, що протікала поблизу Трої.
Після здобуття Трої, за однією версією, Астіанакта вбив Одіссей, за іншою — Неоптолем. Його скинули з міського муру, щоб не здійснилося провіщення оракула, за яким Астіанакт мав відбудувати місто. 